# Juan Miguel Jiménez López
Juan Miguel Jiménez López (nascut el 20 de maig de 1993 a Coín, Màlaga, Andalusia), també anomenat Juanmi, és un futbolista andalús que juga com a davanter al Getafe CF.
Va passar als juvenils al Màlaga, començant al seu filial i debutant amb el primer equip el 2010, i també va estar cedit al Racing de Santander el 2013. A la primera divisió, també va representar la Reial Societat i el Betis, sumant més de 200 partits i 50 gols i guanyant la Copa del Rei el 2022. Va passar una temporada a la Premier League amb el Southampton.
Juanmi va guanyar el Campionat d'Europa amb Espanya sub-19 el 2011 i el 2012, i va debutar a nivell internacional el 2015.

## Carrera esportiva

### Màlaga CF
Sorgit del planter del Màlaga CF, Juanmi va debutar al primer equip el 13 de gener de 2010 en un partit de la Copa del rei fora de casa, contra el Getafe CF, i va marcar un gol al partit, cosa que en feu el golejador més jove de la història del club en partit oficial, amb només 16 anys. Als 17, va debutar a La Liga, jugant vuit minuts en una victòria a casa per 1–0 contra el mateix rival.
El 27 de març de 2010, Juanmi va donar una assistència pel gol d'Apoño en un empat a casa 1–1 contra el CD Tenerife. Tot i la mala temporada del Màlaga a la temporada 2009-10, fou capaç de jugar en cinc partits, amb un total de 110 minutes, i el 5 d'agost va signar el seu primer contracte professional, que el lligava al club fins al final de la temporada 2014–15.
El 12 de setembre de 2010, un Juanmi de 17 anys va començar el partit contra el Reial Saragossa, i va marcar dos gols dels 5 que el Màlaga va fer en només 30 minuts (finalment guanyaria el partit per 5–3). Esdevingué així el jugador més jove en la història de la competició en marcar dos gols en un únic partit.
Després que l'estiu de 2011 el club contractés Ruud van Nistelrooy, Juanmi es va veure relegat en l'ordre de rotacions de l'equip. Va jugar el seu primer partit a la temporada 2011-12 l'11 de desembre de 2011, entrant com a suplent i marcant un gol en un empat a casa per 1–1 contra el CA Osasuna; dos dies després va jugar de titular a Getafe en un partit de copa, i va marcar l'únic gol del partit al minut 84.
El 15 de gener de 2013, després de jugar molt poc, Juanmi fou cedit al Racing de Santander de la segona divisió, fins al juny. No va poder marcar-hi cap gol, i el seu equip va acabar baixant.
Juanmi va tenir més minuts amb el nou entrenador del Màlaga, Bernd Schuster, la temporada 2013–14, i esdevingué titular per Javi Gracia la temporada següent. El 31 de gener de 2015 fou promocionat definitivament al primer equip, i se li assignà el dorsal número 11.

### Southampton
El 16 de juny de 2015, Juanmi va signar un contracte de quatre anys pel Southampton FC de la Premier League, en un traspàs que costà uns 5 milions d'euros. Va debutar el 30 de juliol, entrant per Jordy Clasie al minut 62, i va assistir el també suplent Shane Long el darrer gol en una victòria per 3–0 sobre el SBV Vitesse al St. Mary's Stadium a la tercera eliminatòria de classificació per la Lliga Europa de la UEFA 2015–16.

### Reial Societat
El 9 de juny de 2016, després de 19 partits sense gols en totes les competicions (dues titularitats), Juanmi va tornar al seu país d'origen i es va incorporar a la Reial Societat per una quota no revelada. Va fer el seu debut competitiu el 21 d'agost, començant com a titular quan van començar la temporada amb una derrota a casa per 3-0 davant el Reial Madrid. Sis dies després, va marcar el seu primer gol per obrir una victòria per 2-0 a l'Osasuna.
Juanmi va rebre una targeta groga el 28 de febrer de 2017 per celebrar el primer gol de l'empat 2-2 amb el SD Eibar a l'estadi d'Anoeta en aixecar-se la samarreta per mostrar un homenatge al recentment mort malalt de leucèmia Pablo Ráez, i va ser expulsat en la segona part per una segona amonestació.

### Betis

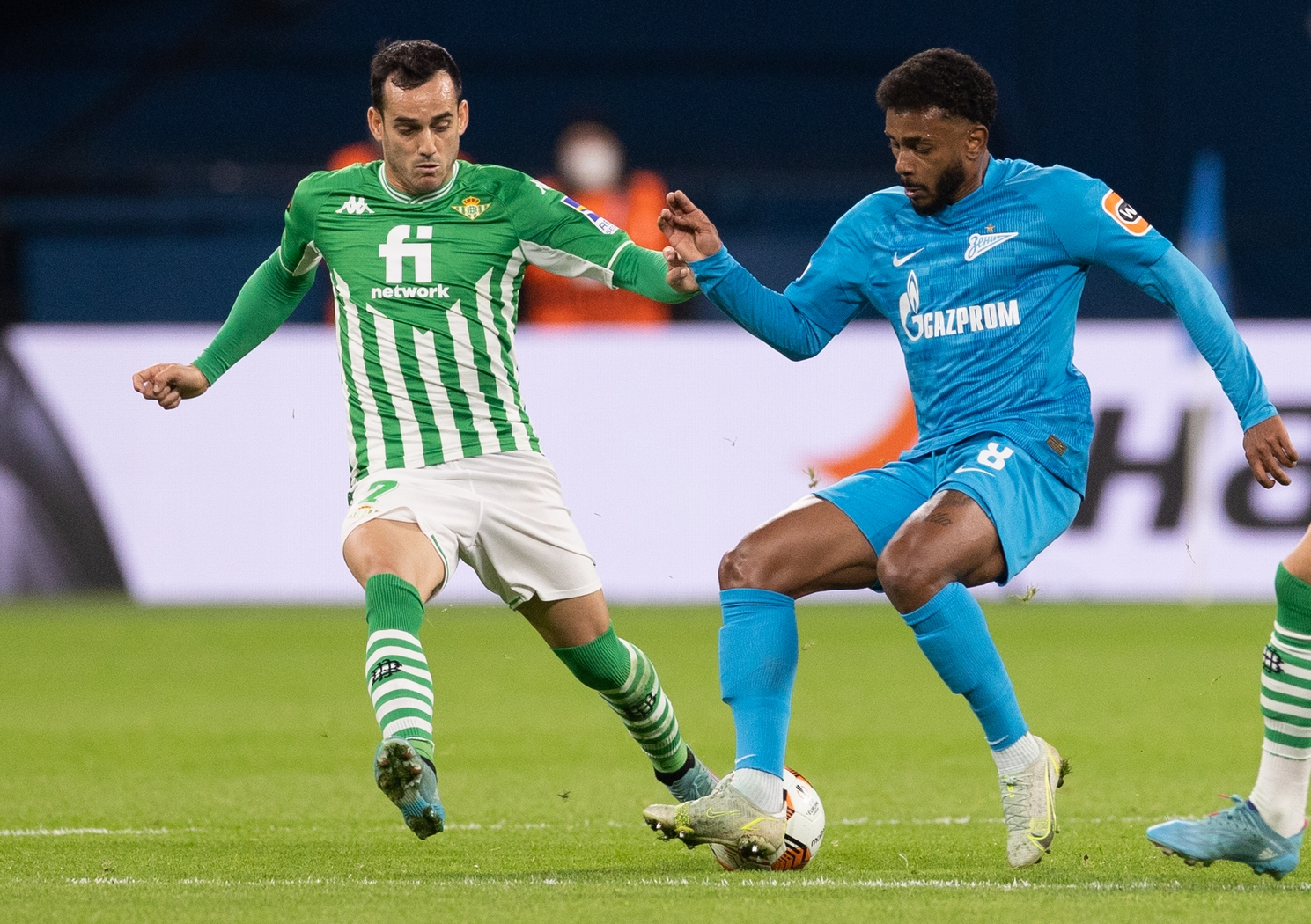
Juanmi (esquerra) jugant al Betis contra el Zenit a l'Europa League el 2022.

El 14 de juny de 2019, Juanmi va signar un contracte de cinc anys amb el Reial Betis per una quota de 8 milions d'euros. Va passar la gran majoria de la seva campanya de debut al marge, curant una lesió al peu esquerre.
Juanmi va marcar el seu primer gol competitiu el 28 de juny de 2020, però en una derrota fora de casa per 4-2 contra el Llevant UE. El 28 de novembre de 2021, contra el mateix rival però a casa, el seu hat-trick a la segona part va resultar crucial per a la victòria per 3-1. Va jugar la victòria final de la copa de l'equip contra el València cinc mesos després, després d'haver marcat dos gols fora del seu club anterior en una victòria per 4-0 als quarts de final el 3 de febrer. Va concloure la temporada 2021-22 amb 20 gols en totes les competicions. la millor marca de la seva carrera, dels quals 16 a la lliga, on va ser el cinquè màxim golejador conjunt.
El 8 de setembre de 2022, Juanmi va patir una ruptura del lligament del turmell esquerre en un partit de l'Europa League a l'Helsingin Jalkapalloklubi. Va tornar a l'acció al desembre en partits amistosos durant la Copa del Món de la FIFA, i es va recuperar completament dels contratemps a finals de gener.
Després d'haver caigut en desgràcia amb Manuel Pellegrini després del fitxatge d'Ayoze Pérez, El 20 d'agost de 2023, Juanmi es va unir a l'Al-Riyadh SC, recentment promocionat a la Lliga Saudita, amb un préstec d'un any. Hi va marcar el seu únic gol el 5 d'octubre, en un empat 2-2 a casa amb l'Al Shabab FC; això va trencar la seva sequera de vuit mesos. El febrer següent, va tornar a Espanya i el seu primer nivell després d'acordar un contracte de cessió amb el Cadis CF fins al juny. Va marcar en cada part d'una victòria contra l'Atlètic de Madrid el 9 de març, posant fi a una ratxa de 23 partits sense victòries.
Després de tornar de la cessió i començar els dos primers partits de la temporada 2024-25 de la Lliga amb el Betis, Juanmi va caure fora de l'alineació titular, fent aparicions com a suplent tardà, amb Abde Ezzalzouli com a titular a la seva posició. El 31 de gener de 2025, Juanmi es va traslladar cedit a un altre club de primer nivell, el Getafe CF, amb opció de compra.

## Palmarès
Betis
- Copa del Rei: 2021–22[25]

Espanya Sub-19
- Campionat d'Europa sub-19 de la UEFA: 2011,[36] 2012[37]